# Kenneth Cmiel
Kenneth Cmiel (31 août 1954 à Chicago, Illinois - 4 février 2006) est un universitaire et historien américain. Il est spécialiste de l'histoire culturelle et de l'histoire des droits de l'homme à l'université de l'Iowa.
Il est le fils d'Henry et Jean (née Gasiorek) Cmiel. En 1980 il se marie à Anne Duggan avec laquelle il a trois enfants. Il meurt en 2006 des suites d'une tumeur au cerveau.
Il reçoit son PhD à l'université de Chicago sous la direction de Neil Harris. Il a publié deux ouvrages : Democratic Eloquence: The Fight over Popular Speech in Nineteenth-Century America (1991), qui remporta le prix Allan Nevins, donné par la Society of American Historians, et A Home of Another Kind: One Chicago Orphanage and the Tangle of Child Welfare (1995).
Il écrivit également des articles sur les droits de l'homme, dont « The Emergence of Human Rights Politics in the United States » ainsi que « Human Rights, Freedom of Information, and the Origins of Third World Solidarity ». 